# Stara Subocka
Stara Subocka je naselje u Republici Hrvatskoj u Sisačko-moslavačkoj županiji, u sastavu grada Novske.

## Zemljopis
Stara Subocka se nalazi zapadno od Novske, naselje na dva djela presjeca autocesta A3, susjedna naselja su Sigetac na jugu te Nova Subocka na sjeveru.

## Stanovništvo
Prema popisu stanovništva iz 2011. godine Stara Subocka je imala 502 stanovnika.
| broj stanovnika | 759   | 890   | 790   | 751   | 1044  | 736   | 902   | 806   | 785   | 773   | 739   | 666   | 564   | 523   | 597   | 502   | 386   |
|                 | 1857. | 1869. | 1880. | 1890. | 1900. | 1910. | 1921. | 1931. | 1948. | 1953. | 1961. | 1971. | 1981. | 1991. | 2001. | 2011. | 2021. |

. 